# Рашевський Сергій Олександрович
Рашевський Сергій Олександрович (нар. 5 липня 1866 р. — 2 грудня 1904 р.) — російський інженер, полковник.

## Біографічні відомості
Рашевський Сергій Олександрович народився 5 липня 1866 р., походить із дворян Чернігівської губернії. Після закінчення Петровського Полтавського кадетського корпусу у 1883 р., поступив у Миколаївське інженерне училище, звідки вийшов підпоручиком у 5 понтонний батальйон.
У 1891 р. закінчив Миколаївську інженерну академію. Під час російсько-японської війни 1904–1905 рр. служив в обласному інженерному управлінні Квантунської області і був головним помічником генерала Кондратенка з укріплення Порт-Артура.
23 листопада 1904 р., за відмінну мужність та хоробрість, виявлені у боях проти японців, протягом періоду бомбардувань та осади Порт-Артура, Рашевського Сергія було нагороджено орденом Святого Георгія 4 ступеня, а 2 грудня того ж року полковник Рашевський загинув у Порт-Артурі.